# Universal Robots
Universal Robots, també coneguda com a UR, és una empresa de fabricació de robots industrials, especialitzada en cobots, amb seu a Odense, Dinamarca.
La companyia va ser fundada l'any 2005 amb l'objectiu de comercialitzar un manipulador robòtic lleuger i assequible per a petites i mitjanes empreses. El 2008 vendrien el seu primer robot i, durant els anys posteriors, incrementarien les vendes i els models de robot disponibles. L'any 2015 seria adquirida per 285 milions de dòlars per la companyia estatunidenca Teradyne.
A finals del 2022, UR havia venut més de 70.000 dels seus robots, tenint una quota de mercat dels cobots d'aproximadament el 40-50% i donant feina a més de 1.000 treballadors.

## Història
Els tres fundadors d'Universal Robots, Esben Østergaard, Kasper Støy i Kristian Kassow, es van conèixer el 2003 a la Universitat de Dinamarca del Sud, a Odense. Allà estudiaven els requeriments específics de la indústria alimentària per a la robòtica, concretament com posar els ingredients a una pizza. Aquestes empreses volien robots lleugers i barats, però els models disponibles al mercat eren massa pesants, voluminosos i cars.
Veient una oportunitat de negoci, l'any 2005 van fundar Universal Robots. L'objectiu era comercialitzar un robot lleuger, fàcil d'instal·lar i programar per a petites i mitjanes empreses. Rebent inversions de la incubadora d'empreses Syddansk Innovation i del Fons d'Inversió Estatal Danès van instal·lar la companyia al clúster tecnològic d'Odense.
El 2007 van fabricar un primer prototip de braç robot, que esdevindria el model UR5, i un any més tard en vendrien la primera unitat. El següent manipulador que comercialitzarien seria l'UR10, el 2012. Posteriorment, el 2015, apareixeria l'UR3, un model que Universal Robots va subministrar als seus proveïdors per col·laborar en la fabricació de parts electròniques pels seus robots. A partir de la conferència Automatica 2018 tots els models d'Universal Robots fins aleshores van incorporar una variant, anomenada sèrie-e, amb més funcionalitats i característiques lleugerament millors. A finals del 2019, van introduir l'UR16e el model més robust fins aleshores, amb una càrrega útil de fins a 16 kg. La tendència a introduir cobots amb més càrrega útil va continuar el juny del 2022, a l'exposició Automatica a Múnic, amb la presentació de l'UR20. Aquest nou robot col·laboratiu, que es va començar a vendre l'últim quadrimestre del 2022, fou dissenyat per moure càrregues de fins a 20 kg amb un abast de 1.750 mm. Aquell mateix any l'empresa també avaluava possibilitat d'introduir models completament encapsulats, per aplicacions farmacèutiques i alimentàries, i l'ús dels actuadors de l'UR20 en els models de menor càrrega útil. Finalment, el darrer robot comercialitzat per l'empresa és l'UR30 introduït el 2023, amb una capacitat de càrrega de 30 kg i un abast de 1.300 mm.

Un cobot UR16e de Universal Robots. A la imatge s'hi pot apreciar el manipulador, el controlador i la consola de guiatge.

Simultàniament a la introducció de nous models, les vendes d'Universal Robots van créixer de forma important. El 2015 la companyia va ser adquirida per l'empresa estatunidenca d'equipament elèctric Teradyne per 285 milions de dòlars alhora que assolia la xifra de 5.000 robots venuts. Aquesta xifra es va incrementar ràpidament durant els anys posteriors: el 2016 van doblar aquest nombre, arribant a les 10.000 instal·lacions de robots, 20.000 el 2018, 40.000 unitats el 2019 i 70.000 a finals del 2022. Aquestes xifres de vendes van assegurar la posició d'Universal Robots com a fabricant de cobots, amb una quota de mercat del 60% l'any 2018 i del 40-50% el 2022. Tot i això, la venda de cobots només representava un 3% del total de robots industrials venuts el 2018. Per altra banda, aquest sector té una important tendència creixent, que s'espera que arribi al 34% dels robots industrials venuts l'any 2025, segons la Robotic Industries Association.
Mitjançant la plataforma Universal Robots+, que l'empresa va impulsar el 2016, altres companyies poden desenvolupar productes que s'adaptin als seus manipuladors i afegeixin funcionalitats, com pinces, sistemes de visió, programari o d'altres accessoris. Més de 300 companyies es van adherir a aquest programa, desenvolupant uns 130 productes certificats en dos anys. Alhora, per facilitar l'aprenentatge en l'ús dels robots i dels seus perifèrics, l'any 2017 van crear cursos de formació gratuïts en línia.

## Productes
A finals de l'any 2023, Universal Robots fabricava els següents models de robot: UR3e, UR5e, UR10e, UR16e, UR20 i UR30.

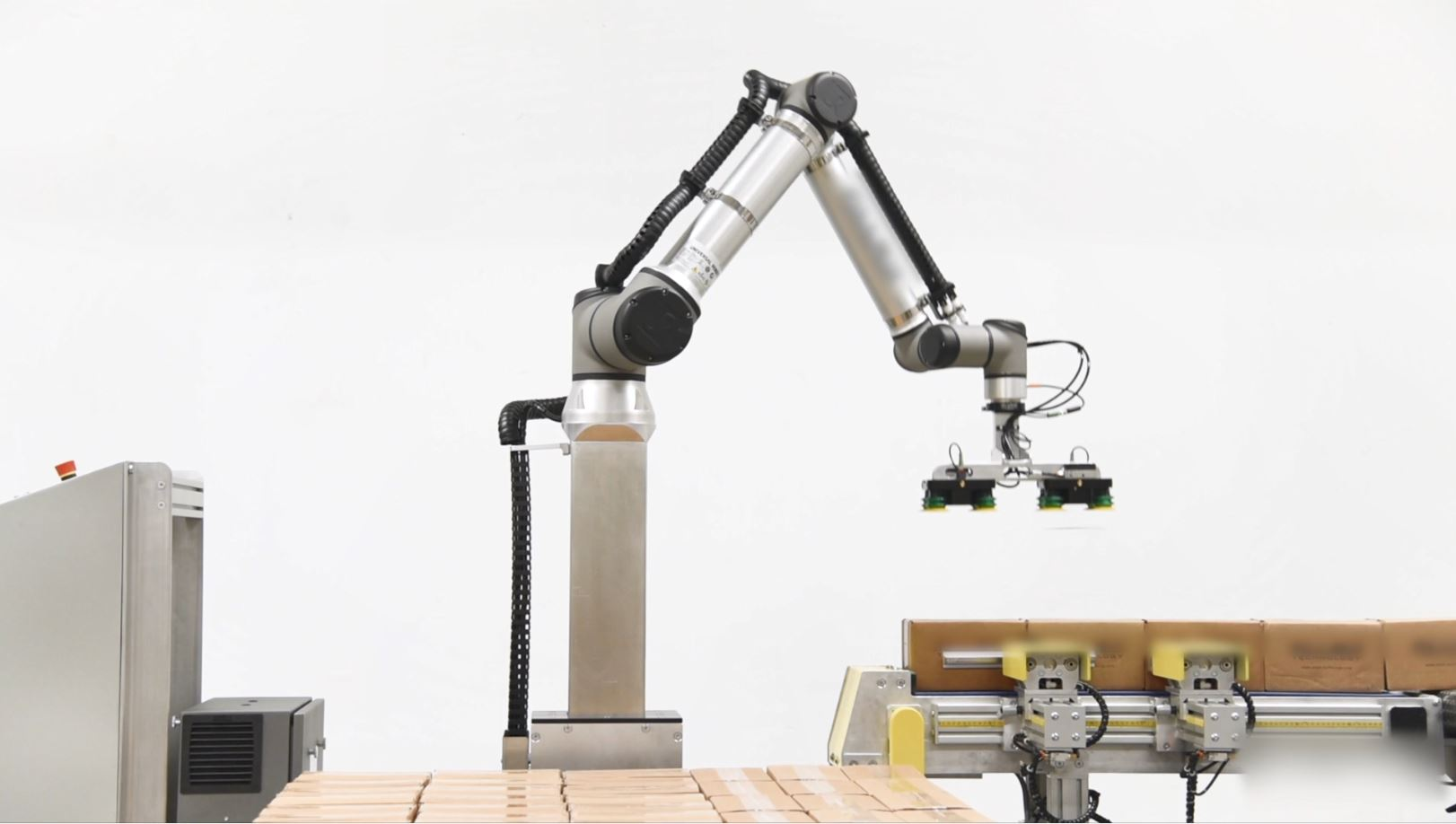
Un cobot de Universal Robots paletitzant productes amb un terminal de succió.

Per a tots els models, l'estructura mecànica està feta d'alumini, polímers i, en menor mesura, acer, materials lleugers per fer el manipulador més segur. Les articulacions d'aquests robots, d'acoblament directe, estan formades per un motor elèctric, un reductor harmònic i un codificador rotatiu. Les articulacions de la sèrie-e també inclouen sensors de força/parell, per oferir millor precisió en la mesura de forces exercides. A les versions prèvies a la sèrie-e, la força aplicada es mesurava analitzant el corrent elèctric que empraven els motors. El controlador del robot és un ordinador industrial estàndard que calcula la velocitat, parell i força de cada articulació del manipulador. Si durant una operació el robot topa amb una força de més de 150 N s'atura el moviment automàticament. Això permet que el robot es pugui instal·lar a la vora de persones per treballar braç a braç, sense barreres. Els càlculs es comproven cada 8 mil·lisegons i, si aquests càlculs no quadren, el robot activa el mode de seguretat per prevenir accidents. El programari de comunicació del robot, amb una freqüència de bus de 500 Hz, està basat en Linux i ha estat desenvolupat per Universal Robots. Finalment, per facilitar la interacció amb els usuaris, hi ha una interfície gràfica basada en Java per programar el robot.
A la següent taula hi ha un resum amb algunes de les característiques dels robots d'UR de l'any 2022:
| Model        | Graus de llibertat | Abast  | Càrrega útil | Repetibilitat    | Velocitat màxima (base-espatlla-colze) | Pes    | Petjada que ocupen | Cost     |
| ------------ | ------------------ | ------ | ------------ | ---------------- | -------------------------------------- | ------ | ------------------ | -------- |
| UR3e (UR3)   | 6                  | 50 cm  | 3 kg         | 0,03 mm (0,1 mm) | 180°/s - 180°/s - 180°/s               | ~11 kg | Ø 128 mm           | ~23.000$ |
| UR5e (UR5)   | 6                  | 85 cm  | 5 kg         | 0,03 mm (0,1 mm) | 180°/s - 180°/s - 180°/s               | ~20 kg | Ø 149 mm           | ~35.000$ |
| UR10e (UR10) | 6                  | 130 cm | 10 kg        | 0,05 mm (0,1 mm) | 120º/s - 120º/s - 180°/s               | ~33 kg | Ø 190 mm           | ~45.000$ |
| UR16e        | 6                  | 90 cm  | 16 kg        | 0,05 mm          | 120º/s - 120º/s - 180°/s               | ~33 kg | Ø 190 mm           | ~55.000$ |
| UR20         | 6                  | 175 cm | 20 kg        | 0,1 mm           | 120º/s - 120º/s - 150°/s               | ~64 kg | Ø 245 mm           | ~64.000$ |
| UR30         | 6                  | 130 cm | 30 kg        | 0,1 mm           | 120º/s - 120º/s - 150°/s               | ~64 kg | Ø 245 mm           | ~64.000$ |